# Loknyansky (huyện)
Huyện Loknyansky (tiếng Nga: ? райо́н) là một huyện hành chính tự quản (raion), của Tỉnh Pskov, Nga. Huyện có diện tích 2395 km², dân số thời điểm ngày 1 tháng 1 năm 2000 là 14900 người. Trung tâm của huyện đóng ở Loknya.